# Nothobaccaurea pulvinata
Nothobaccaurea pulvinata là một loài thực vật có hoa trong họ Diệp hạ châu. Loài này được (A.C.Sm.) Haegens mô tả khoa học đầu tiên năm 2000.